# Palazzo della Crocetta
Der Palazzo della Crocetta ist ein historisches Gebäude in Florenz, das sich im Block zwischen der Via della Colonna 38, Piazza Santissima Annunziata, Via Gino Capponi 13, Via Laura 15 und Via della Pergola 65 befindet. Es beherbergt heute das Archäologische Nationalmuseum von Florenz.

## Geschichte

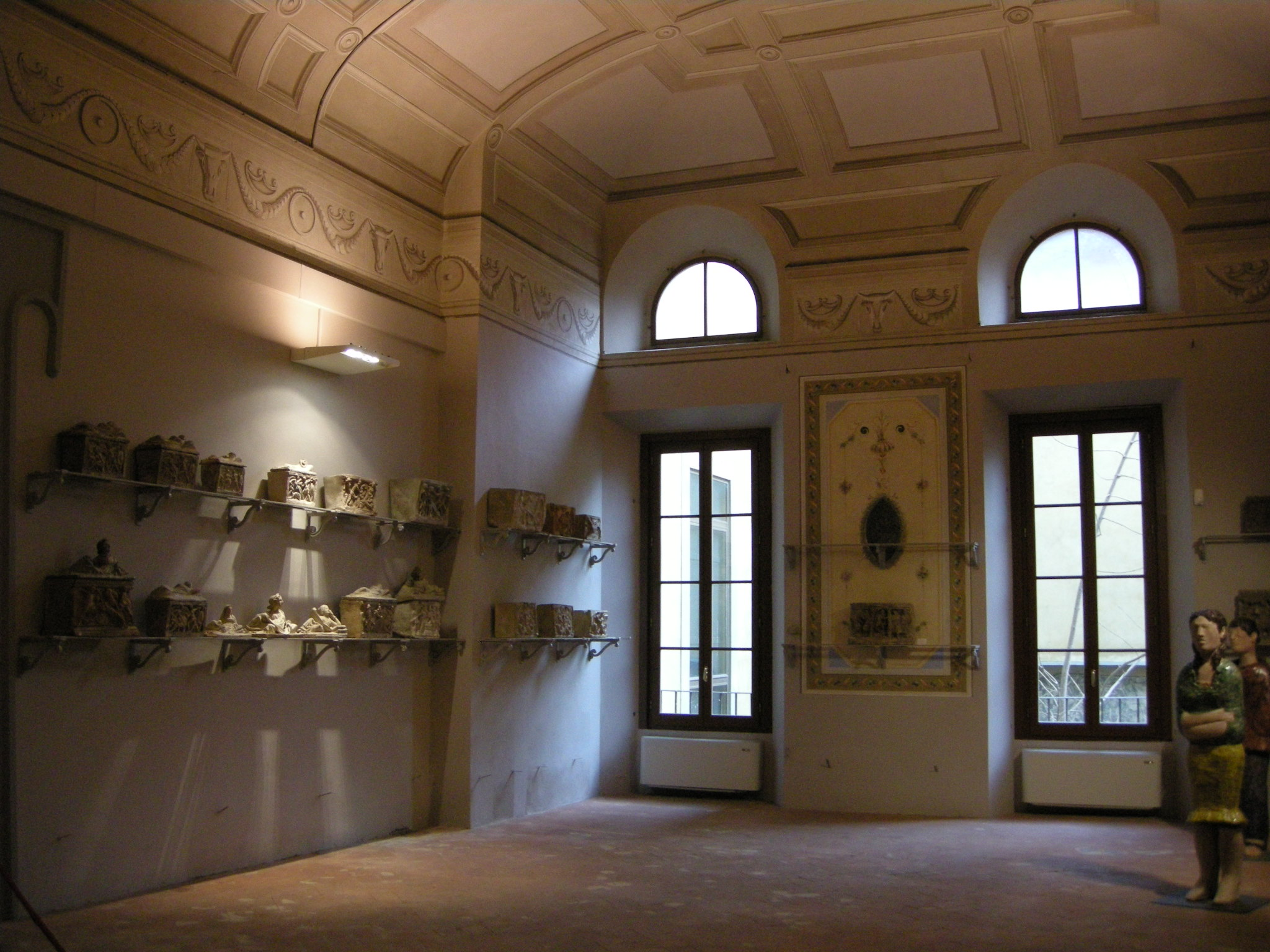
Ein Raum im Archäologischen Nationalmuseum

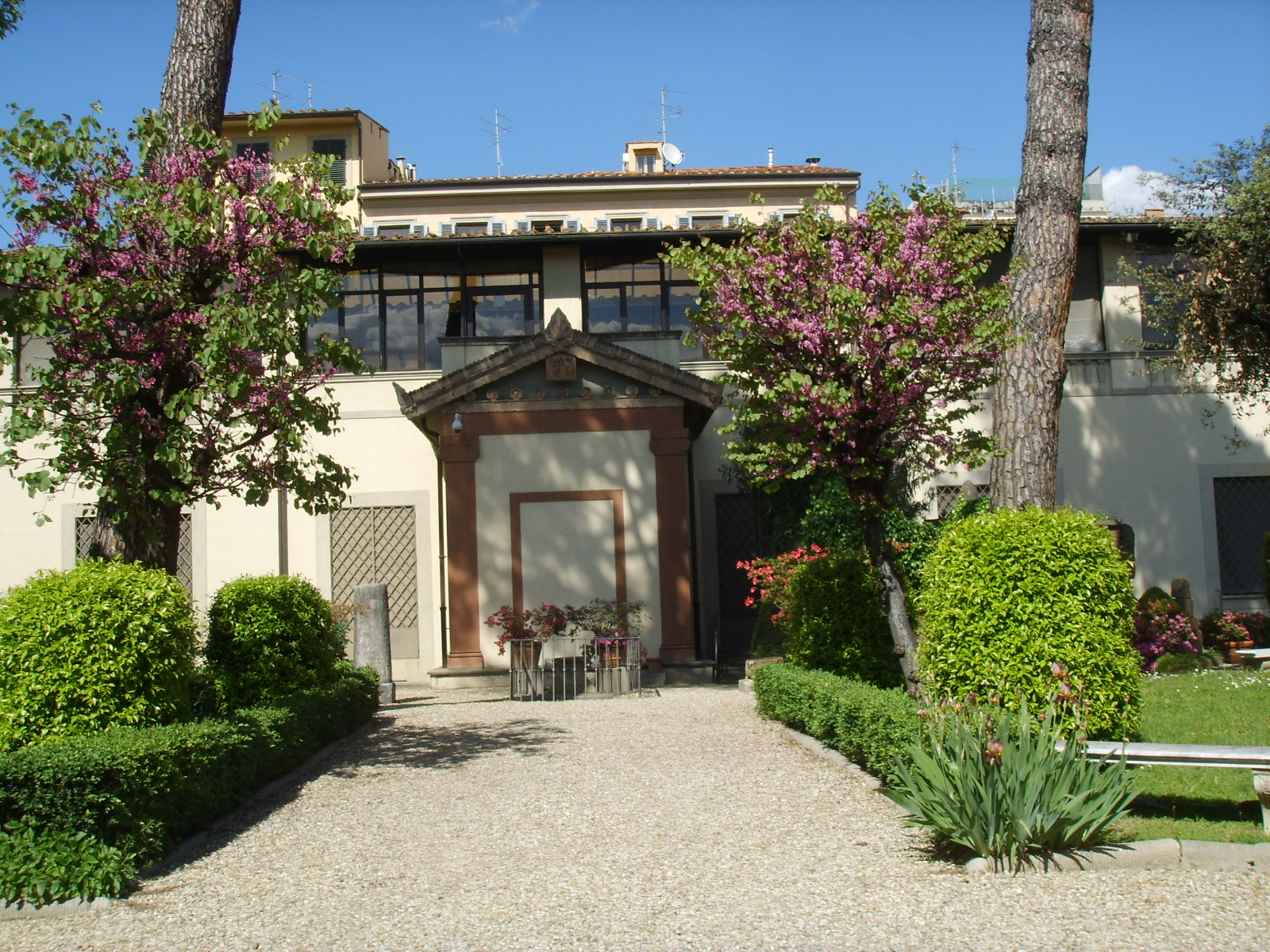
Garten

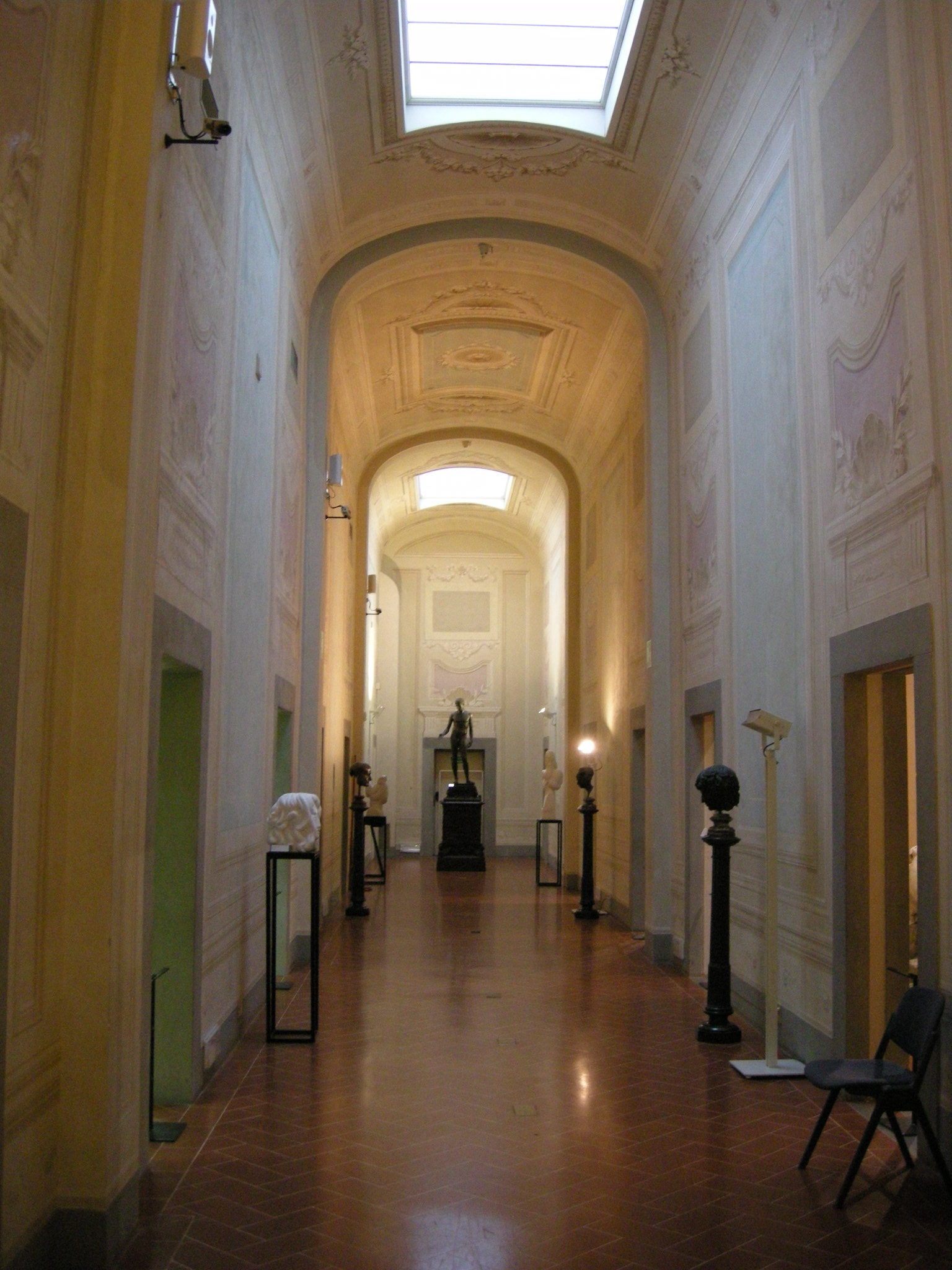
Galerie im Hauptgeschoss

### Die Medici
Der Palast, der seinen Namen der Nähe zum Monastero della Crocetta verdankt, wurde auf einem Grundstück errichtet, das früher dem Ospedale degli Innocenti gehörte. Der Bau wurde im Jahr 1619 als Wohnsitz für die Prinzessin Maria Magdalena de’ Medici, Schwester des Großherzogs Cosimo II., begonnen. Sie wurde „kränklich“ geboren und benötigte eine ihrem Rang entsprechende Residenz, die gleichzeitig abgeschieden war und gute ober- und unterirdische Verbindungen zu den nahegelegenen Klöstern  Crocetta, Angiolini und vor allem der Annunziata hatte. Das gesamte Leben der Frau spielte sich in dieser Residenz ab, für die eine Reihe erhöhter Bögen mit Durchgängen über den Straßen geschaffen wurde, damit sie sich ohne Stufen frei bewegen konnte und ohne der Neugier der Passanten ausgesetzt zu sein.
Der von Giulio Parigi erstellte Entwurf sah ein Gebäude mit U-förmigem Grundriss vor, in das einige bereits bestehende Häuser an der Via della Pergola einbezogen werden sollten. Im Palast befand sich ein langer, erhöhter Korridor, der so genannte Medicikorridor, der an den Vasarikorridor erinnerte und den Maddalena benutzte, um sich in den Innenräumen zu bewegen, während sie auf der Ebene des ersten Stockwerks blieb.
Wenige Jahre nach dem Tod der Fürstin im Jahr 1637 wurden die Verbindungen mit Ausnahme des Durchgangs zur Annunziata abgerissen und das Gebäude als Palast und nicht als Anbau der benachbarten Klöster neu gestaltet.
Ab 1645 wurde das Gebäude von Benedetto Dragomanni, einem prominenten Mitglied des Hofes, bewohnt und bis 1651 tiefgreifend umgebaut.

### Lothringer
Zur Zeit der Lothringer wurde es erneut umgestaltet und mit einem Garten versehen, der in den Reiseführern als reizvoll beschrieben wird. Hier wohnte der Regent Marc de Beauvau, Prinz von Craon, Großfürst von Spanien und Bevollmächtigter des Großherzogs Franz Stephan von Lothringen. An der Seite des Prinzen von Craon lebte seine Gemahlin, Prinzessin Anne Marguerite de Liguéville, eine schöne Frau und angebliche Geliebte von Leopold, dem Vater von Franz Stephan. Sie brachte zwanzig Kinder zur Welt, die nicht alle von ihrem Ehemann stammten.
Weitere Eingriffe in den Palast wurden von Peter Leopold von Habsburg-Lothringen veranlasst, um ihn als repräsentative Wohnung noch einladender und funktioneller zu gestalten. Er wurde noch zu Federico Fantozzis Zeiten für die Unterbringung vornehmer Gäste genutzt, die den Hof besuchten. Fantozzi wies erneut auf „den eleganten Garten und einen Korridor, der zum Altarraum der Kirche SS. Annunziata führt“, hin.

### Nach der Wiedervereinigung
Während der Periode mit Florenz als italienischer Hauptstadt (1865–1871) war der Palast Sitz des Corte dei Conti (Rechnungshof) und wurde nach Plänen des Architekten Paolo Comotto umgebaut (Zwei Säulen am Haupteingang, die parallel zu zwei bereits vorhandenen Säulen stehen, gehen auf diese Zeit zurück).
1880 wurde er als Sitz des Archäologischen Museums geplant (um das zuvor eingerichtete Etruskermuseum und das Ägyptische Museum an einem gemeinsamen Standort unterzubringen) und vermutlich in den Jahren 1883–1884 von dem Architekten Emilio De Fabris im Zusammenhang mit der Neuordnung der Sammlungen und der vom damaligen Direktor Luigi Adriano Milani angestrebten Neugestaltung renoviert. Im Jahr 1897 wurde die Abteilung des Museo Topografico eröffnet, die ebenfalls von Milani in Auftrag gegeben worden war. Sie sollte die Geschichte der Etrusker anhand des bei den verschiedenen Ausgrabungen gesammelten Materials, das nach topographischen Kriterien präsentiert wurde, vermitteln.
Im seit 1902 für die Öffentlichkeit zugänglichen Garten wurden mehrere eindrucksvolle etruskische Gräber mit Originalmaterialien rekonstruiert. Unter der Leitung von Antonio Minto wurde das Museum weiter umgestaltet und um das zweite Stockwerk erweitert (1925). Im Jahr 1942 wurde das Gebäude in der Via della Colonna, das früher dem Ospedale degli Innocenti gehörte, aus Platzgründen gekauft und ein neuer Eingang auf der Seite der Piazza della Santissima Annunziata gebaut.
Das Gebäude wurde vom Hochwasser am 4. November 1966 (das zur Zerstörung des Museo Topografico führte) stark in Mitleidenschaft gezogen. Zwischen 1967 und 1970 wurde es mehrfach umgebaut und dann zwischen 1984 und 1988 unter der Leitung des Architekten Bruno Pacciani umfassend restauriert.
Heute befindet sich in dem Gebäude mit seinen verschiedenen Anbauten das Archäologische Nationalmuseum.

## Beschreibung
Angesichts der komplexen Geschichte des Gebäudekomplexes ist es heute äußerst schwierig, die ursprüngliche Beschaffenheit des Baues von Giulio Parigi zu rekonstruieren.
An der Via della Colonna (wo sich der ursprüngliche Zugang zum Archäologischen Museum befand) erstreckt sich der Crocetta-Palast über 24 Achsen mit drei hohen Stockwerken. Er besitzt eine breite und strenge Fassade, die eine Ecke mit der Via Laura bildet und sich auf der gegenüberliegenden Seite mit einer Mauer fortsetzt, die den Garten begrenzt.

### Der Garten
Der bereits 1621 angelegte Garten stammt hauptsächlich aus dem 18. Jahrhundert, als der Boboli-Gärtner Francesco Romoli auf Betreiben des Regenten (des Prinzen von Craon) die Fläche in eine Reihe von rechteckigen, mit Terrakotta- und Sandsteinelementen eingefassten Blumenbeeten unterteilte, die einen Zitrusgarten beherbergen sollten (drei Pflanzen sind noch in der Nähe des Ospedale degli Innocenti erhalten).
Er war bis 1873 von einer Mauer umgeben und zeigt sich heute im Wesentlichen in der Form, die er nach einem Eingriff um 1888 erhielt, nachdem die Sezione Topografica dell'Etruria gegründet worden war, welche die Grünfläche mit einer Reihe von Gräbern (aus verschiedenen Ausgrabungsgebieten und zum Vergleich mit den im Inneren ausgestellten etruskischen Gräbern) bestückte, die gekonnt mit Sträuchern und einer Vielzahl von Pflanzen integriert wurden.